# Agorius constrictus
Agorius constrictus är en spindelart som beskrevs av Simon 1901. Agorius constrictus ingår i släktet Agorius och familjen hoppspindlar. Inga underarter finns listade i Catalogue of Life.